# Швальбе, Густав
Густав Альберт Шва́льбе (нем. Gustav Albert Schwalbe; 1 августа 1844, Кведлинбург — 23 апреля 1916, Страсбург) — немецкий анатом, антрополог и преподаватель; доктор медицины.

## Биография
Детство провёл в родном городе. Учился в Университете имени Фридриха Вильгельма, в Цюрихском и Боннском университетах. 
В 1866 году получил степень доктора медицины, с 1870 года состоял приват-доцентом в Университете Галле. С 1871 года был приват-доцентом и прозектором во Фрайбургском университете, с 1872 года — профессором гистологии в Лейпцигском университете; с 1873 года был профессором анатомии в Йенском университете, в 1881 году перешёл на ту же должность в Кёнигсбергский университет, с 1883 года преподавал в Страсбургском университете и в 1893—1894 годах был его ректором.
Первоначально занимался гистологией и анатомией органов чувств, костей, кровеносной и нервной системы животных и человека: в частности, в 1869 году ввёл берлинскую лазурь в субарахноидальное пространство собаки с целью доказать, что спинномозговая жидкость поглощается в основном лимфатической системой.
С 1886 года Швальбе сосредоточился в первую очередь на антропологии. Первым стал применять краниоскопический и краниометрический методы при исследовании ископаемых останков древних людей. Кроме того, первым сделал признанные впоследствии классическими описания неандертальцев и питекантропа, объявив неандертальцев особым видом ископаемого человека. Был автором получившего большое научное внимание трактата о недавно (на тот момент) открытом человеке яванском. С 1899 года руководил изданием научного журнала Zeitschrift für Morphologie und Anthropologie.
Основные работы: Die Abstammung des Menschen und die ältesten Menschenformen; Bonner Jahrbücher (1901). В его честь названы многие анатомические структуры.